# České obchodní dráhy

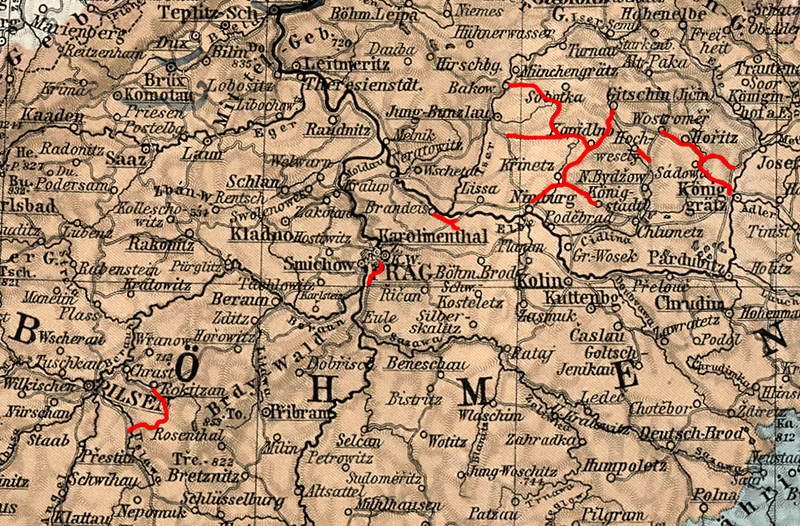
Síť tratí BCB.

České obchodní dráhy (německy k.k. privilegierte Böhmische Commercialbahnen, zkratka BCB) byla privátní železniční společnost v Rakousko-Uhersku, která se zabývala stavbou a provozováním místních drah. Zakladateli firmy byli stavební podnikatelé inženýr Jan Muzika a Karl Schnabel, kteří již měli se stavbou železnic bohaté zkušenosti.
První koncese na prvních několik tratí stavěných zároveň byla udělena 9. května 1881, tyto tratě pak byly ještě téhož roku uvedeny do provozu. Plány na stavbu dalších tratí pak byly skutečně velkorysé. Podnikatelským záměrem společnosti totiž bylo vytvořit síť alternativních železničních tras, které by dokázaly konkurovat hlavním tratím velkých společností. Tato zjevná aktivita velkým firmám rozhodně nevyhovovala, proto již od počátku byl vztahy s BCB z jejich strany napjaté. Vlastenecky naladěný výkonný výbor BCB přednostně odprodával akcie malým zemědělcům a obcím, toho využila Společnost státní dráhy (StEG) a nenápadně akcie od těchto drobných investorů vykupovala. Po náhlé smrti Jana Muziky v roce 1882 pak BCB jako samostatný podnik dlouho nepřežily. Již na konci roku 1882 měla StEG své lidi ve správní radě BCB a příští rok došlo k faktickému převzetí firmy do vlastnictví StEG. Jako samostatný podnikatelský subjekt však BCB v rámci StEG fungovaly nadále až do zestátnění firem v roce 1909.